# 春日井製菓相生
- 春日井製菓 > （旧）春日井製菓相生
- モンデリーズ・インターナショナル > モンデリーズ・ジャパン > 旧三星食品・旧モンデリーズ三星

春日井製菓相生株式会社（かすがいせいかあいおい）は、かつて存在した日本の製菓メーカーである。春日井製菓株式会社の子会社で、主に「キシリクリスタル」を製造していた。
本稿では、前身である三星食品、モンデリーズ傘下となり、2013年（平成25年）11月にモンデリーズ・ジャパンへ吸収合併されたモンデリーズ三星についても記述する。

## 会社概要
「テイカロ」ブランド名で知られるキャンディメーカーで、ブランド名の由来は低カロリーを謳うシュガーレスキャンディに因む。「キシリクリスタル」のヒットによりキャンディ市場で躍進し、キャドバリー（現・モンデリーズ・インターナショナル）による買収後は全商品テイカロブランド表記の時期もあった。買収前の企業スローガンは「お客さま第一をモットーに、おいしさ＋αの追求」であった。
春日井製菓は2017年（平成29年）9月に、「キシリクリスタル」の製造・販売権の譲受に先立ち、春日井製菓相生株式会社を設立。同年12月に「キシリクリスタル」の製造・販売権を譲受し、2018年（平成30年）2月に春日井製菓ブランドによる「キシリクリスタル」の製造・販売を開始した。なお、本社所在地は兵庫県相生市に、本店所在地は春日井製菓と同じ愛知県名古屋市西区に置かれる。
2019年（令和元年）12月29日に親会社である春日井製菓へ吸収合併され解散した。工場は春日井製菓相生工場となった。

## 沿革

### 三星食品・モンデリーズ三星
- 1951年（昭和26年）1月27日 - 三星食品株式会社を創業しカバヤなどの菓子を下請け生産する。
- 1976年（昭和51年） - 自社ブランドでキャンデーを発売する。
- 1981年（昭和56年） - シュガーレスキャンデー「テイカロ」を発売する。
- 1996年（平成8年） - 業績不振から林原（現・ナガセヴィータ）の支援を受けて子会社になる。
- 2001年（平成13年） - 業界初のキシリトールを挟む三層ハードキャンディ「キシリクリスタル」を発売する。
- 2004年（平成16年） - 大阪証券取引市場ヘラクレスへ上場（証券コード：2227）して林原から独立する。
- 2007年（平成19年）
  - 6月18日 - 英「キャドバリー・シュウェップス」が完全子会社化を発表して投資子会社「キャドバリー・インベストメンツ・ジャパン」を通じて友好的株式公開買付けを実施する。
  - 7月20日 - 株式公開買付け成立により「キャドバリー・インベストメンツ・ジャパン」が議決権ベースで全株式の96.08%を取得し、三星食品を連結子会社化する。
  - 10月28日 - 大証ヘラクレス上場廃止する。
  - 11月27日 - 「キャドバリー・インベストメンツ・ジャパン」の完全子会社になる。
- 2008年（平成20年）
  - 1月16日 - 製造を除く全業務を「キャドバリー・ジャパン」へ統合し、三星食品はキャドバリーの製造子会社として「テイカロ」シリーズなどの製造に特化する。
  - 3月31日 - 東京を除く全営業所閉鎖し、たつの市物流センター業務を終了[4]する。
  - 4月1日 - 本社を姫路市から製造拠点の相生市へ移転し製造子会社になり、商品販売元表記を「キャドバリー・ジャパン」へ変更[5]する｡コーポレートサイトを閉鎖して「キャドバリー・ジャパン」トップページへ転送設定される。
  - 6月30日 - 研究開発機能除き姫路本社は営業終了し、東京営業所とたつの市物流センターを閉鎖する。
  - 9月8日 - ウエンツ瑛士らをテレビCMに起用して全面刷新し、製品パッケージ表記を「販売者：キャドバリー・ジャパン株式会社」単独記載へ変更する。
  - 12月 - 研究開発機能を「キャドバリー・ジャパンR&Dセンター[6]」へ統合して姫路本社閉鎖し、業務統合を完了する。
- 2010年（平成22年）4月 - 米国「クラフトフーヅ」のキャドバリー買収に伴い、「クラフトフーヅ」傘下になる。
- 2011年（平成23年）1月 - 製品パッケージ表記を「販売者：日本クラフトフーズ株式会社」へ変更する。
- 2013年（平成25年）
  - 7月 - 日本法人「日本クラフトフーズ」の「モンデリーズ・ジャパン」商号変更に伴い、商号を「モンデリーズ三星」へ、製品パッケージ表記を「販売者：モンデリーズ・ジャパン株式会社」へ変更する。
  - 11月1日 - モンデリーズ・ジャパンと合併し、モンデリーズ三星は解散[7]。

### 春日井製菓相生
- 2017年（平成29年）
  - 9月 - 愛知県名古屋市に本社を置く春日井製菓が、モンデリーズ・ジャパンより「キシリクリスタル」の製造・販売権の取得に先立ち、事業を譲受する新会社として、春日井製菓相生株式会社を設立。
  - 10月12日 - 春日井製菓が、モンデリーズ・ジャパンより「キシリクリスタル」の製造・販売権を取得することで合意[8]。
  - 12月 - 春日井製菓が、モンデリーズ・ジャパンより「キシリクリスタル」の製造・販売権を取得。
- 2018年（平成30年）2月 - 春日井製菓が「キシリクリスタル」の製造・販売を開始。
- 2019年（令和元年）12月 - 春日井製菓に吸収合併し、春日井製菓相生は解散。

## 主な商品
- キシリクリスタルシリーズ
- クリアインフルーツのど飴
- 他各種シュガーレスキャンディ